# Ronde van Italië 2014/Elfde etappe
De elfde etappe van de Ronde van Italië 2014 werd op woensdag 21 mei verreden. Het peloton begon in Collecchio aan een heuvelrit van 249 kilometer die in Savona eindigde. 

## Verloop
Nadat een vroege kopgroep van veertien man op de laatste van twee cols van de tweede categorie was gegrepen, rook Michael Rogers zijn kans. De 34-jarige renner ging er in de afdaling vandoor en pakte in een mum van tijd veertig seconden.
De drievoudig wereldkampioen tijdrijden had het zwaar in de slotkilometers, maar in het afgeslankte peloton waren er te weinig renners die mee wilden werken. Rogers kwam dus alleen aan bij de finish. Op tien seconden eindigde Giant-renner Simon Geschke als tweede. 
Wilco Kelderman werd vierde en greep daarmee net naast de bonificatie. Wel schoof hij in het klassement op naar de zevende plaats, omdat de Italiaan Diego Ulissi enkele minuten verloor.

## Uitslag
| Collecchio - Savona (249 km) |                    |                         |          |
| Plaats                       | Naam               | Ploeg                   | Tijd     |
| Winnaar                      | Michael Rogers     | Tinkoff-Saxo            | 5u48'07" |
| 2                            | Simon Geschke      | Giant-Shimano           | +10"     |
| 3                            | Enrico Battaglin   | Bardiani CSF            | z.t.     |
| 4                            | Wilco Kelderman    | Belkin Pro Cycling      | z.t.     |
| 5                            | Gianluca Brambilla | Omega Pharma-Quick-Step | z.t.     |
| 6                            | Moreno Moser       | Cannodale               | z.t.     |
| 7                            | Ryder Hesjedal     | Garmin Sharp            | z.t.     |
| 8                            | Matteo Rabottini   | Neri Sottoli            | z.t.     |
| 9                            | Fabio Duarte       | Colombia                | z.t.     |
| 10                           | Alexis Vuillermoz  | AG2R La Mondiale        | z.t.     |
|                              |                    |                         |          |
| 14                           | Maxime Monfort     | Lotto-Belisol           | z.t.     |

## Klassementen
| Algemeen klassement |                    |                         |           |
| Plaats              | Naam               | Ploeg                   | Tijd      |
| Roze trui           | Cadel Evans        | BMC Racing Team         | 48u39'04" |
| 2                   | Rigoberto Urán     | Omega Pharma-Quick-Step | +57"      |
| 3                   | Rafał Majka        | Tinkoff-Saxo            | +1'10"    |
| 4                   | Domenico Pozzovivo | AG2R La Mondiale        | +1'20"    |
| 5                   | Steve Morabito     | BMC Racing Team         | +1'31"    |
| 6                   | Fabio Aru          | Astana Pro Team         | +1'39"    |
| 7                   | Wilco Kelderman    | Belkin Pro Cycling      | +1'44"    |
| 8                   | Nairo Quintana     | Team Movistar           | +1'45"    |
| 9                   | Robert Kišerlovski | Trek Factory Racing     | +1'49"    |
| 10                  | Ivan Basso         | Cannodale               | +2'01"    |
|                     |                    |                         |           |
| 13                  | Maxime Monfort     | Lotto-Belisol           | +3'41"    |

| Puntenklassement |                 |                     |        |
| Plaats           | Naam            | Ploeg               | Punten |
| Rode trui        | Nacer Bouhanni  | FDJ.fr              | 220    |
| 2                | Giacomo Nizzolo | Trek Factory Racing | 196    |
| 3                | Roberto Ferrari | Lampre-Merida       | 156    |
|                  |                 |                     |        |
| 9                | Wilco Kelderman | Belkin Pro Cycling  | 64     |
| 22               | Kenny Dehaes    | Lotto-Belisol       | 28     |

| Bergklassment |                  |                     |        |
| Plaats        | Naam             | Ploeg               | Punten |
| Blauwe trui   | Julián Arredondo | Trek Factory Racing | 75     |
| 2             | Diego Ulissi     | Lampre-Merida       | 39     |
| 3             | Stefano Pirazzi  | Bardiani CSF        | 26     |
|               |                  |                     |        |
| 6             | Wilco Kelderman  | Belkin Pro Cycling  | 15     |
| 20            | Tim Wellens      | Lotto-Belisol       | 9      |

| Jongerenklassement |                 |                    |           |
| Plaats             | Naam            | Ploeg              | Tijd      |
| Witte trui         | Rafał Majka     | Tinkoff-Saxo       | 48u40'14" |
| 2                  | Fabio Aru       | Astana Pro Team    | +29"      |
| 3                  | Wilco Kelderman | Belkin Pro Cycling | +34"      |
|                    |                 |                    |           |
| 21                 | Tim Wellens     | Lotto-Belisol      | +1u07'53" |

| Ploegenklassement |                         |            |
| Plaats            | Ploeg                   | Tijd       |
|                   | Omega Pharma-Quick-Step | 145u14'30" |
| 2                 | AG2R La Mondiale        | +56"       |
| 3                 | BMC Racing Team         | +1'11"     |
|                   |                         |            |
| 15                | Belkin Pro Cycling      | +1u09'44"  |

1e etappe ·
2e etappe ·
3e etappe ·
4e etappe ·
5e etappe ·
6e etappe ·
7e etappe ·
8e etappe ·
9e etappe ·
10e etappe ·
11e etappe ·
12e etappe ·
13e etappe ·
14e etappe ·
15e etappe ·
16e etappe ·
17e etappe ·
18e etappe ·
19e etappe ·
20e etappe ·
21e etappe
Startlijst · Eindstanden · Afbeeldingen